# Ulica Górczewska w Warszawie

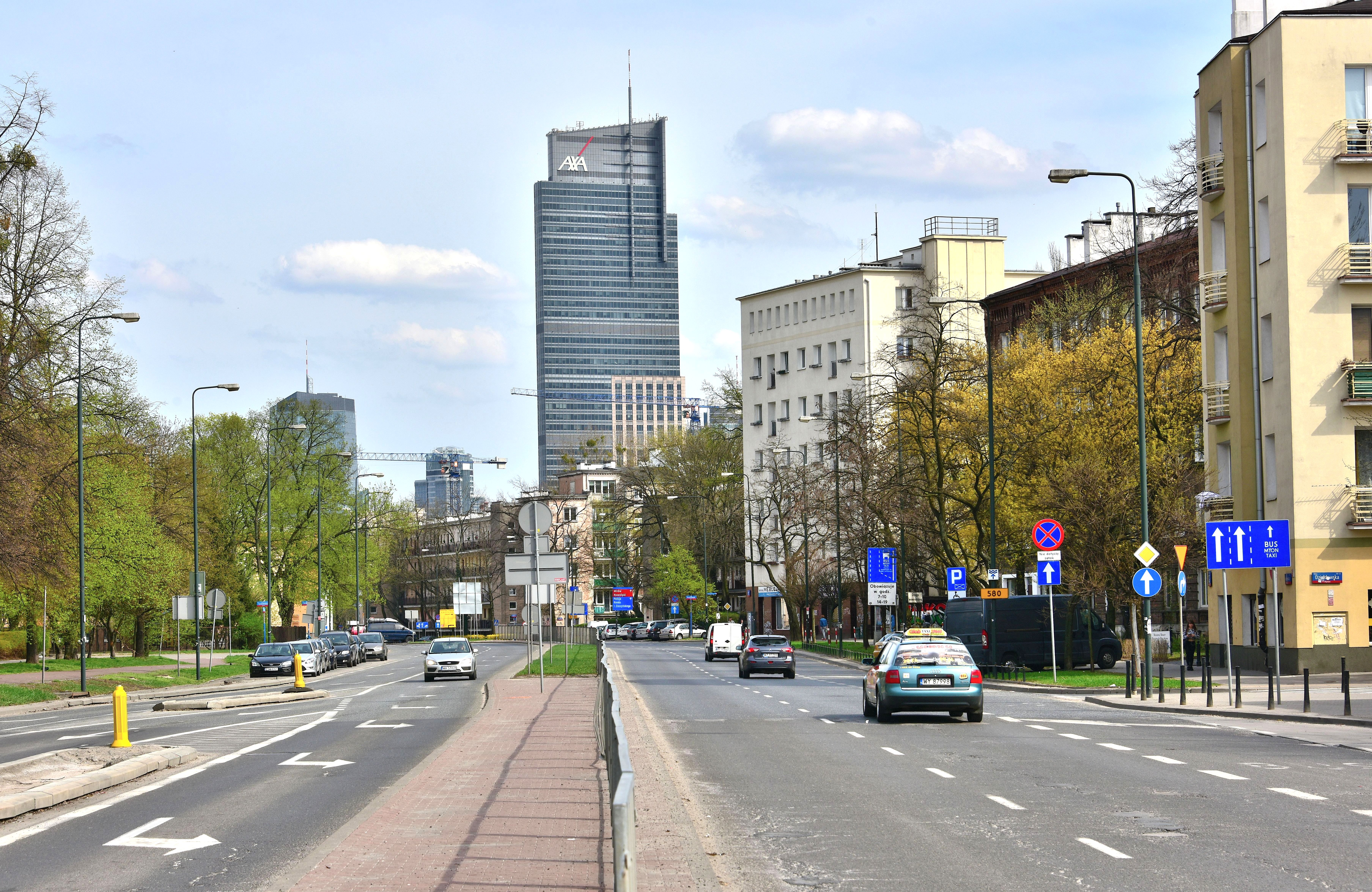
Ulica Górczewska na wysokości ul. Działdowskiej, widok w kierunku wschodnim

Ulica Górczewska – ulica w warszawskich dzielnicach Wola i Bemowo.
Stanowi przedłużenie w kierunku zachodnim ciągu Trasy W-Z, ulicy Leszno i drogi nr 580 do Leszna, Kampinosu i Sochaczewa. Zaczyna się przy ulicy Młynarskiej na Woli i kończy się na granicy miasta w dzielnicy Bemowo na skrzyżowaniu z Lazurową, przecinając aleję Prymasa Tysiąclecia i ulicę Powstańców Śląskich.

## Opis
Dzisiejsza ulica Górczewska jest starym traktem łączącym Górce i Stare Babice z Warszawą, uregulowanym jako ulica około roku 1775. Górce wzmiankowano w literaturze już w XV wieku. W latach 70. XVIII wieku swą rezydencję wzniósł tam Adam Poniński, a Górczewska, pełniąc też rolę alei dojazdowej do owej rezydencji, zwana była Drogą do Babic, później Drogą Górczewską lub Górczewską.
W roku 1770 Droga Górczewska została odcięta od Warszawy Okopami Lubomirskiego, biegnącymi wzdłuż linii dzisiejszej ul. Okopowej. Po raz kolejny ulicę przecięła linia kolei obwodowej przeprowadzona w roku 1875.
Tereny znajdujące się pomiędzy ulicami Płocką i Młynarską przyłączono do Warszawy w roku 1908, jednak już wcześniej, około roku 1896, przeprowadzono końcowy odcinek ul. Leszno, zaś Górczewska stała się jej przedłużeniem. Na wysokości ul. Płockiej usytuowano rogatki strzegące wjazdu do miasta. Za nimi rozciągały się tereny wsi Koło, zabudowane w latach 70. XIX wieku ponad setką domów.
Ulica Górczewska długo była kojarzona z uprawą owoców i warzyw. Od roku 1876 pod nr. 124 działała szkółka owocowych drzew i krzewów Ogrody Ulrychów, założona w roku 1805 przez Jana Bogumiła Traugotta Ulricha, przeniesiona na grunty wsi Górce przez Jana Krystiana Ulricha w roku 1876. Od nazwiska właścicieli z czasem tereny te zaczęto określać mianem Ulrychów.
Bardziej na zachód, za linią dzisiejszej ul. Lazurowej na północ od ul. Górczewskiej leżała istniejąca od XVI wieku wieś Groty. W XIX w. warszawski bankier Jan Gotlib Bloch wzniósł tam dla siebie otoczony sporym parkiem pałacyk.
W roku 1899 pod nr. 14 powstał pierwszy duży zakład przemysłowy przy ulicy – fabryka Towarzystwa Akcyjnego Drezdeńskiej Manufaktury Tiulu, Koronek i Firanek. W tym samym czasie naprzeciwko, pod nr. 15 wzniesiono kolonię domów robotniczych Instytucji Tanich Mieszkań im. Hipolita i Ludwiki, małż. Wawelbergów, o zupełnie unikatowym jak na owe czasy rozluźnionym układzie zabudowy. Tam po raz pierwszy w Warszawie zastosowano zsypy na śmieci, oraz dla wygody mieszkańców wzniesiono pawilony pralni i basen kąpielowy.
Kolejnym znaczącym wydarzeniem w dziejach ulicy było wzniesienie w okresie 1911-1914 Szkoły Rzemieślniczej im. Karola Szlenkiera pod nr. 8. Gmach kształcącej robotniczą młodzież szkoły działającej wcześniej (od roku 1880 przy ul. Leszno) zaprojektowali Karol Jankowski i Franciszek Lilpop. W budynku tym w okresie międzywojennym działał Państwowy Instytut Robót Ręcznych, kierowany przez Władysława Przanowskiego (na ścianie frontowej budynku znajduje się tablica pamiątkowa).
Tereny pomiędzy ulicami Płocką i Młynarską w roku 1910, po dwóch latach od chwili przyłączenia do Warszawy, otrzymały oświetlenie elektryczne. Do roku 1911 doprowadzono także wodociągi i kanalizację. Tory linii tramwajowej położono dopiero w roku 1928. Kursowały nią tramwaje linii 9 z pętli „Ulrychów” przy ul. Księcia Janusza do pl. Unii Lubelskiej.
W roku 1916 Górczewską przyłączono do miasta na dalszym odcinku – do linii ul. Księcia Janusza, lepiej rozwijał się jednak starszy odcinek ulicy.
W roku 1928 pod nr. 9 rozpoczął działalność dom starców dla żydowskiej inteligencji (przypisany też numeracji ul. Hipolita Wawelberga), rok później rozpoczął działalność przytułek dla opuszczonych żydowskich dzieci. W roku 1935 na jego miejscu powstał przypisany numeracji ul. Płockiej Szpital Wolski, dziś Instytut Gruźlicy i Chorób Płuc.
Lata dwudzieste XX wieku przyniosły budowę kilku obiektów przemysłowych: pod nr. 44A od roku 1925 działały Warsztaty 3. Baonu Pancernego, zaś pod nr. 53 od roku 1929 mieściła się Fabryka Konstrukcji Żelaznych – Warsztaty Mechaniczne i Kotlarnia „Simplex”. W okolicach dzisiejszego Stadionu Olimpii wzdłuż nieistniejącej dziś ulicy Zagłoby od roku 1931 działała Fabryka Pomocnicza dla Przemysłu Lotniczego i Samochodowego A. Steinhagena i H. Stransky’ego.
Po roku 1935 do wybuchu II wojny światowej przy ulicy wybudowano dużą liczbę czynszowych kamienic, po części typu przedmiejskiego, już poza granicami Warszawy. Odcinek ulicy biegnący przez Górce zachował do roku 1939 swój sadowniczy i wiejski charakter. W tym samym okresie apogeum ruchu budowlanego przeżywało Koło.
Zabudowa ulicy ucierpiała w czasie obrony Warszawy we wrześniu 1939. Na wysokości ul. Księcia Janusza zbudowano barykadę i rów przeciwpancerny; rów przeciwpancerny wykopano także przed wiaduktem kolei obwodowej. Sierpień 1944 roku przyniósł śmierć tysięcy mieszkańców okolicy i samej Górczewskiej oraz spalenie jej zabudowy. Wydarzenia te przeszły do historii miasta jako Rzeź Woli. Wydarzenia te upamiętnia m.in. miejsce pamięci narodowej przy ul. Górczewskiej 32 (w pobliżu skrzyżowania z al. Prymasa Tysiąclecia). Kilka innych miejsc egzekucji zostało upamiętnionych tablicami pamiątkowymi Tchorka. Prochy zamordowanych zostały umieszczone po ekshumacjach na cmentarzu Powstańców Warszawy.
Po upadku powstania wysadzono w powietrze wszystkie zabudowania fabryczne, rabując wcześniej ich wyposażenie. Po wojnie ich nie odbudowano. Ocalały jednak wyremontowane po roku 1945 zabudowania mieszkalne. Po upadku powstania warszawskiego Niemcy umocnili nasyp kolei obwodowej licznymi betonowymi schronami, zachowanymi do dziś. Przy poszerzonym wiadukcie kolejowym przy przystanku kolejowym Warszawa Młynów po stronie południowej ulicy wystaje z nasypu schron Ringstand 58c, nazywany zwyczajowo Tobrukiem.
W 1951 roku do Warszawy przyłączono fragment ulicy do ul. Lazurowej. Po wojnie powstał też park Moczydło, a do usypania góry z wyciągiem orczykowym posłużyły gruzy Warszawy. W 1952 w pobliżu skrzyżowania z ul. Powstańców Śląskich zbudowano osiedle drewnianych domków dla radzieckich budowniczych Pałacu Kultury i Nauki.
W roku 1959 rozebrano mury pałacu Jana Gotliba Blocha na Grotach. W latach 60. zniszczono kapliczkę stojącą od roku 1880 u zbiegu z ul. Młynarską. Zdobiła ją inskrypcja następującej treści: Figura ustawiona / przez parafian / wolskich / dnia 17 września / 1880 r.
W latach 60. podczas budowy wiaduktu nad nowymi torami kolejowymi wyodrębniła się odnoga ulicy Górczewskiej przechodząca przez Górce – w latach 90. XX wieku przemianowana roboczo na Starogórczewską i docelowo – Grodkowską.
Po roku 1990 ulica jest sukcesywnie poszerzana od strony Śródmieścia do trzech pasów dla każdego kierunku ruchu oddzielonych pasem zieleni na odcinku prawie 5 km. Pierwszy odcinek poszerzono na Młynowie pod koniec lat 90. XX wieku, poszerzając jednocześnie przedwojenny wiadukt kolejowy przy przystanku PKP Warszawa Koło do Prymasa Tysiąclecia. Po przebudowie al. Prymasa Tysiąclecia (2000) i budowie wiaduktu drogowego i ronda pod nim zabrano się za modernizację Górczewskiej pomiędzy Prymasa Tysiąclecia a planowanym wtedy centrum handlowym Wola Park na Ulrychowie. Ostatecznie kolejny etap modernizacji zakończył się na kilka lat przy wiadukcie kolejowym przy stacji towarowej PKP Warszawa Jelonki.
Dalsza rozbudowa została wstrzymana na kilka lat i dopiero ruszyła w 2004 roku – poszerzono wiadukt (2006) i dociągnięto zmodernizowaną ulicę aż do pętli. W międzyczasie wynikł problem z wywłaszczeniem dotychczasowych mieszkańców w rejonie Ratusza dzielnicy Bemowo – dwa domy blokowały rozbudowę pasa ruchu aż do 2006 roku. Obecnie Górczewska na całej zmodernizowanej długości posiada ścieżki rowerowe.
Na początku lat 90. XX wieku na Górczewskiej znów pojawiły się tramwaje – do pętli autobusowej Górczewska dobudowano pętlę tramwajową, a przy ulicy znalazły się 2 przystanki tramwajowe, zanim linia odbija na południe w Powstańców Śląskich.
W roku 2011 ruszyły prace przy poszerzeniu ul. Górczewskiej na odcinku od pętli „Górczewska” do granicy miasta i trasy ekspresowej S-8. Planowana na rok 2009 inwestycja nie została zrealizowana z powodu braku pieniędzy, natomiast w 2010 wygospodarowano pieniądze, ale pojawił się problem przejęcia prywatnych działek. W marcu 2011 konieczne było przejęcie jeszcze 14 z 67 działek potrzebnych dla inwestycji. W ramach modernizacji mają powstać dwie jezdnie z dwoma pasami ruchu w każdym kierunku zamiast jednej jezdni z dwoma pasami ruchu. W dalszym etapie planowane jest wybudowanie dwupoziomowego skrzyżowania z planowaną ul. Nowolazurową.
W 2020 zakończyła się przebudowa ulicy na odcinku od ulicy Syreny do ulicy Młynarskiej.

### Publiczny transport zbiorowy
Komunikacja na ulicy Górczewskiej wydłużała się wraz z rozszerzaniem granic miasta. W 1928 roku oddano do użytku linię tramwajową przebiegającą wzdłuż ulicy Górczewskiej od ulicy Młynarskiej do pętli „Ulrychów” na rogu ulicy Księcia Janusza. W 1933 roku z pętli tej poprowadzono linię tramwajową do Boernerowa wzdłuż ulicy Księcia Janusza, dzięki czemu ulica Górczewska stała się główną trasą komunikacyjną łączącą Boernerowo z Warszawą. Rolę tę pełniła do roku 1938, gdy wycofano tramwaje z ulicy Księcia Janusza. Połączenie tramwajowe wzdłuż ulicy Górczewskiej pomiędzy ulicami Młynarską a Księcia Janusza funkcjonowało do wybuchu II wojny światowej, a następnie, po przerwie związanej z koniecznością naprawy zniszczeń wojennych, od 1940 roku do rozpoczęcia powstania warszawskiego.
Po wojnie linia tramwajowa nie została odbudowana i w 1948 roku zastąpiono ją linią autobusową 109. Początkowo autobusy dojeżdżały do pętli przy ulicy Księcia Janusza, zaś w 1954 roku trasę przedłużono na Górce i do Osiedla Przyjaźń – pętla na Górczewskiej róg Konarskiego. W 1972 roku linię wydłużono do skrzyżowania z ulicą Lazurową w pobliżu granicy miasta, dzięki czemu ulica Górczewska stała się arterią obsługującą połączenia z Grotami i ponownie z Boernerowem. W 1984 roku, wraz z budową osiedla Górce, oddano do użytku nową pętlę autobusową „Osiedle Górczewska” w pobliżu skrzyżowania ulic Górczewskiej i Lazurowej. W latach 90. uruchomiono linię tramwajową łączącą Bemowo z cmentarzem Wolskim i dalej z Wolą, Śródmieściem, Pragą i Mokotowem, a także wzdłuż ulicy Powstańców Śląskich z Bielanami. Pętla autobusowa Osiedle Górczewska zmodernizowana została w roku 2006.
Ulica przecina dwie linie kolejowe – towarową łączącą stacje Warszawa Włochy i Warszawa Gdańska oraz pasażerską pomiędzy stacjami Warszawa Zachodnia (peron 8) i Warszawa Gdańska. Z ulicy można wejść na poziom przystanku kolejowego Warszawa Młynów, który docelowo ma stać się częścią węzła komunikacyjnego wraz ze stacją metra Młynów.
Dodatkowo zbieg Górczewskiej z Lazurową obsługuje liczna komunikacja podmiejska – zarówno autobusy linii podmiejskich ZTM, jak i prywatna komunikacja obsługująca miejscowości przy drodze nr 580.

## Ważniejsze obiekty
- Centrum handlowe Wola Park
- Górczewska Park
- Instytut Badań Edukacyjnych
- Kolonia Wawelberga
- Kościół św. Łukasza Ewangelisty
- Miejsce pamięci na ulicy Górczewskiej w Warszawie
- Osiedle Przyjaźń
- Park im. Edwarda Szymańskiego
- Park Moczydło
- Przystanek kolejowy Warszawa Młynów
- Stacja metra Bemowo
- Stacja metra Księcia Janusza
- Stacja metra Młynów
- Stacja metra Ulrychów
- Wolski Robotniczy Klub Sportowy Olimpia Warszawa

## Obiekty nieistniejące
- Zakłady Ogrodnicze C. Ulrich